# 画绢
画绢是古代中国书画作品的一种重要载体，已有数千年历史。早在新石器时代晚期就已经出现绢，而最早的有史料记载的绢画是周穆王时的《八骏图》，有较为完整的实物遗存到现代的最早绢画作品为晋代的《女史箴图》。除了中国之外，越南等周边国家和地区也有绢画。

## 制作工艺
绢分为生绢和熟绢，早期只有生绢，质地比较粗疏。战国、秦汉时期，用热汤半熟入粉，通过捶压等整理工序，生绢可以变成密度较大、坚韧挺括、平整均匀的熟绢。到北宋开始煮熟加浆，是工艺的又一进步。
唐朝初期以前，书画都用生绢。盛唐时期，熟绢开始作为书画载体，使书画更为细密精细，但之后仍然有大量书画作品采用生绢。
晋唐以前的书画用绢是由单丝织成的，五代到南宋时期出现了双丝绢，这样的绢更加细密。而元代以后的绢，相比宋代总体来讲就比较粗糙。
绢在古代是一种特殊商品，曾长期作为实物货币使用，因此绢的尺寸，有一定的时代限制，西周时期幅宽约合现在的43.8厘米，后逐渐增宽，到唐代约合现在的55厘米。北宋宣和年前，绢的宽度一般不超过60厘米，南宋时有了面宽超过1米的绢。

## 介绍画绢的节目
2020年8月25日，人民艺show在“给孩子的五堂美术课”节目中，在第二堂课中讲述了绢画。
《衣尚中国》是中央广播电视总台制作的大型服饰文化节目，在2020年11月7日播出的第一期《衣尚中国》节目中，歌手周深手执画绢现场演唱了歌曲《画绢》。